# Пам'ятники Любомля
В місті Любомль (райцентр Волинської області) встановлено ряд пам'ятників, меморіалів та пам'ятних знаків.

## Коротко про пам'ятники Любомля
Пам'ятники у місті встановлювали, як за СРСР, так і за незалежності України. Так, у радянський час в місті з'явились «обов'язковий» Ленін і традиційний меморіал на вшанування загиблих у німецько-радянській війні. Крім того в місті у вигляді повнофігурного пам'ятника, було вшановано українського гетьмана, популярного у тодішній пропаганді дружбі росіян та українців, — Богдана Хмельницького, що був встановлений на Привокзальній площі, тобто, за задумом, мав «зустрічати» всіх приїжджаючих залізницею. Одним із приводів до встановлення пам'ятника Хмельницькому в Любомлі була активність останнього на Волині.
У 1990—2000-ні, з незалежністю України сталися значні зміни в міській скульптурі Любомля. Зокрема, пам'ятник Леніну демонтували, натомість, звернувшись до історичного коріння, встановили декілька інших пам'ятників на честь яскравих персоналій національної історії. Так, у центрі містечка з'явилось не дуже показне, але виразне погруддя його засновника князя Володимира Васильковича, а споруджений 2002 року монумент на честь Борців за волю Україну (вояків УПА, адже Волинь відома як батьківщина цього національно-визвольного руху українців) за 6 років (2008) перетворився на меморіальний комплекс «Борцям за волю України». Крім того, в місті вшанували у вигляді пам'ятної стели любомльців, що загинули у радянській військовій кампанії в Афганістані (1979—89).

## Перелік пам'ятників Любомля
Пам'ятники Любомля:
| №, п/п | Назва | Рік встановлення                              | Розташування | Фото | Короткі відомості |
| 1      | «Борцям за волю України», меморіальний комплекс                                                                                       | 2002, 2008                                    | у центральному сквері по вулиці Незалежності | ,    | Спершу відкрито як пам'ятник Борцям за волю України, власне на честь вояків УПА, 14 жовтня 2002 року (в 60-літню річницю утворення Армії). Здійснено зусиллями Івана Демидовича Синчука (ідея) та Голови обласної організації Української народної партії Бориса Загреви (фінансування виготовлення пам'ятника). Пізніше І.Д. Синчук вирішив перетворити пам'ятник на меморіальний комплекс, відтак після віднайдення необхідних коштів його було доповнено 8 пам'ятними стелами, на яких викарбувані прізвища тих, чиїм девізом стали слова: «Виборемо Українську державу або загинемо в боротьбі за неї», й урочисто відкрито 12 жовтня 2008 року. Втілення проекту — луцький скульптор Ірина Дацюк. |
| 2      | Князю Володимиру Васильковичу, погруддя                                                                                               | 2001, 2003                                    | на вулиці Незалежності біля кінотеатру |      | Ідея вшанування пам'яті засновника Любомля, відомого волинського князя Володимира Васильковича, виникла давно. Краєзнавці пропонували спорудити йому пам'ятник в історичній частині міста. Такий час настав, і на пропозицію Любомльського краєзнавчого музею міський голова П.У.Мохнюк дав обіцянку спорудити пам'ятник. Погруддя замовили у місті Володимирі-Волинському і скульптор Олег Дубенчук взявся за роботу. Шанувальники історії пропонували поставити пам’ятник у дворі Георгіївської церкви, яку побудував Володимир Василькович, а там, де він стоїть нині, встановити погруддя Наталії Ужвій. Все-таки було вирішено встановити пам’ятник в сквері біля кінотеатру. Через деякий час погруддя князя було готове для встановлення. Скульптор виготовив його з бетону, пофарбувавши золотистою фарбою. Князь був зображений без головного убору, з макетом церкви і лівій руці, а в правій тримав скручений пергамент. На Житомирщині міська влада замовила для пам’ятника постамент з чорного мармуру, на якому скульптор прикріпив бетонну плиту, в центрі якої зображено герб міста і напис «Князь Володимир Василькович». Вище напис «Любомль» і хрест — символ Волині. Відкриття пам’ятника сприяло впорядкуванню прилеглої території. Площа навколо погруддя, біля кінотеатру була викладена тротуарною плиткою, також відремонтували фасад кінотеатру. Урочисте відкриття пам’ятника відбулося на 10-ту річницю проголошення Незалежності України – 24 серпня 2001 року. На відкритті виступив з промовою голова райдержадміністрації В.М.Склянчук, щиро подякував всім причетним до спорудження пам’ятника міський голова П.У.Мохнюк. Також виступив гість з Польщі — заступник голови гміни Дорогуськ Анатолій Обух. Настоятелі любомльських храмів о. Василій (церква Різдва Пресвятої Богородиці) і о. Володимир (церква святого Георгія)провели обряд посвячення пам’ятника. Але пройшов рік, погруддя і постамент вкрилися тріщинами, і пам’ятник почав розвалюватися. Неякісну роботу скульптора довелось зняти. Шефство по відновленню погруддя взяла районна організація Української Народної Партії. Нового міського голову В.С.Веремчука в цьому питанні підтримав депутат Верховної Ради України, голова обласної організації Української Народної Партії Борис Загрева. За роботу взялася скульптор з Луцька, активний член організації УНП Ірина Дацюк. Вона з братом Іваном виготовили нове погруддя князя Володимира Васильковича. Воно також зроблене з бетону світло-рожевого кольору. В новому варіанті постать чіткіша, одухотворена, але без князівських реалій і більш наближена до сучасності. За задумом скульптора, ще необхідно виготовити стелу із зображенням церкви, яку спорудив князь, і відповідним написом. Можна відмітити, що пам'ятник вдаліший від попереднього. 14 червня 2003 року нове погруддя встановлено на постамент, а на День міста Любомля 16 червня 2003 року було покладено перші квіти до пам’ятника. Дещо пізніше бетонну плиту з підписом було замінено на червону мармурову. На ній написи: «Володимир Василькович, князь волинський», «* — 1288». |
| 3      | Загиблим воїнам-інтернаціоналістам, пам'ятна стела                                                                                    | 1992; 2012-2013                               | по вулиці Незалежності |      | Пам’ятна стела загиблим воїнам-інтернаціоналістам була споруджена по вулиці Незалежності, на північний захід від Георгієвської церкви. Урочисто відкрита 8 травня 1992 року, напередодні Дня Перемоги. У 2012-2013 роках пам'ятник було перенесено і реконструйовано. Тепер він знаходиться на південному заході від церкви святого Георгія. |
| 4      | Хмельницькому Богдану, пам'ятник | 1954                                          | по вулиці Поштовій |      | Пам'ятник Богдану Хмельницькому встановлений за часів СРСР, у 1954 році; кілька разів змінювали місце його розташування. Нині знаходиться біля залізничного вокзалу, на розі вулиць Поштової та Вокзальної. Є пам’яткою монументального мистецтва місцевого значення. |
| 5      | Матері й Дитині (інша назва — «Щасливе Материнство»), пам'ятник                                                                       | 1980-ті                                       | у центральному сквері по вулиці Незалежності |      | Встановлений на постаменті, де раніше знаходився пам'ятник Леніну (в іншому місці встановили новий бронзовий монумент вождю, і старий зняли). |
| 6      | Меморіал Слави на честь радянських воїнів, партизан і підпільників, які загинули під час Другої світової війни, меморіальний комплекс | 1970-ті                                       | наприкінці Алеї Слави, на вершині пагорба, що насипаний на городищі "Замчище" | ,    | Розташований на вершині Замчища. У 1967 році відбулась урочиста закладка плити на пам’ятник борцям за радянську владу, а в 1968 році поставлений гранітний обеліск. В 1970-х роках було відкрито меморіал Слави і проведено перезахоронення воїнів Червоної Армії. Скульптор І.М.Самотос, архітектори О.Д.Руденко, Л.П.Санжаров. Біля обеліска в 1997 році був поставлений хрест всім загиблим. Меморіал є пам’яткою історії місцевого значення. |
| 7      | Хрест з нагоди 2000-ліття Різдва Христового, пам'ятний знак                                                                           | 2000                                          | по вулиці Незалежності |      | Освячений у 2000 році в день Святої Трійці єпископом Симеоном та архієпископом Варфоломієм. |
| 8-10   | Видатній акторці театру і кіно, народній артистці Наталії Ужвій, 3 меморіальні дошки                                                  | До 100-річчя з дня народження Н.Ужвій (1998?) | Одна - по вулиці Наталії Ужвій у ніші на фасаді "Західінкомбанку" (біля магазину "Канцтовари"); Друга - на фасаді Любомльської гімназії ім. Наталії Ужвій; Третя - на будинку, де народилась актриса | ,    | Меморіальні дошки встановлені до 100-річчя з дня народження Наталії Ужвій. Одна з дощок встановлена на її рідній вулиці, яка нині носить ім'я видатної акторки; друга - на фасаді школи №1, якій ще 28 серпня 1986 року присвоєно ім'я Наталії Ужвій, нині - це Любомльська гімназія імені Наталії Ужвій; третя — на будинку, у якому у 1898 році Н.Ужвій народилась. |
| 11     | Загиблим працівникам міліції, пам'ятний знак                                                                                          | 2008                                          | по вулиці Володимирській біля райвідділу міліції |      | |
| 12     | Розстріляним євреям, пам'ятник | 1987                                          | На північно-східній околиці Любомля |      | Памятник встановлений у 1987 році на місці розстрілу. На п'єдесталі із бетону, облицьованому плиткою, встановлена стела із мармурової крихти, на якій закріплена мармурова дошка з текстом. |